# Roser Roca Tohà
Roser Roca Tohà (Tremp, ??) és una enginyera de telecomunicacions catalana, originària. Té una trajectòria de més de vint anys en el sector de les tecnologies de la informació i la comunicació (TIC) i l’àmbit aeroespacial. Ha estudiat a França, Alemanya i els Estats Units. És directora general i CEO d’Airbus GeoTech, la divisió de serveis digitals geoespacials de la multinacional Airbus, amb seu a Barcelona. Ha desenvolupat la seva trajectòria professional en el sector aeronàutic, on ha participat en projectes destacats com el desenvolupament de l’A380, l’avió comercial més gran d’Airbus. Posteriorment, va tenir un paper clau en la promoció de l’A350 davant de diverses aerolínies estatunidenques. Ha liderat la unitat de drons del Consorci aeronàutic europeu. Ha participat activament en organitzacions com Women in Aerospace (WIA) i la International Aviation Women’s Association (IAWA), que promouen la presència femenina en els sectors tecnològic i científic. L’any 2024 va ser guardonada amb el Premi Dona TIC en la categoria professional, i el 2025, va ser inclosa a la primera edició de la llista de les 100 dones més influents de Catalunya publicada per la revista Forbes.